# Тремуле
Тремуле́ (фр. Trémoulet) — коммуна во Франции, находится в регионе Юг — Пиренеи. Департамент коммуны — Арьеж. Входит в состав кантона Савердён. Округ коммуны — Памье.
Код INSEE коммуны — 09315.

## Население
Население коммуны на 2008 год составляло 85 человек.
| 1962 | 1968 | 1975 | 1982 | 1990 | 1999 | 2008 |
| ---- | ---- | ---- | ---- | ---- | ---- | ---- |
| 70   | 91   | 96   | 81   | 69   | 66   | 85   |

## Экономика
В 2007 году среди 58 человек в трудоспособном возрасте (15—64 лет) 47 были экономически активными, 11 — неактивными (показатель активности — 81,0 %, в 1999 году было 65,9 %). Из 47 активных работали 38 человек (19 мужчин и 19 женщин), безработных было 9 (5 мужчин и 4 женщины). Среди 11 неактивных 2 человека были учениками или студентами, 4 — пенсионерами, 5 были неактивными по другим причинам.